# Китайці в Німеччині
Китайці в Німеччині утворюють одну з менших груп закордонних китайців у Європі, що складається в основному з китайських емігрантів, які проживають у Німеччині, та громадян Німеччини китайського походження Німецька китайська спільнота швидко зростає і, за оцінками, станом на 2016 рік близько 212 000 за даними Федерального інституту досліджень народонаселення. Для порівняння, тайванський OCAC оцінив, що y 2008 році в Німеччині проживало 110 000 людей китайського походження

## Історія міграції

### 19 століття до Першої світової війни
Хоча вони не були добре відомі навіть місцевим китайським спільнотам, які сформувалися пізніше, найперші китайці в Німеччині, Фен Ясін і Фен Ясюе, обидва з Гуандуну, вперше прибули до Берліна в 1822 році через Лондон. Гамбург міг похвалитися єдиним китайським кварталом у Німеччині (насправді лише одна або дві вулиці). Серед 47 780 зареєстрованих членів Seeberufsgenossenschaft (приблизно Товариства страхування моряків) близько 1900 року більше 3000 були китайцями. Профспілки та Соціал-демократична партія категорично не схвалювали їхню присутність; їхній бойкот китайських екіпажів у 1898 році, мотивований расовими міркуваннями, призвів до прийняття закону Рейхстагом 30 жовтня 1898 року, згідно з яким китайці не можуть бути найняті на судноплавних маршрутах до Австралії, і можуть бути найняті лише на маршрутах до Китаю та Японії на посадах, які білі не зайняли, бо вони шкодили здоров’ю. Результатом стали масові звільнення китайських моряків.
З 1880-х років точилися дебати щодо використання китайських «кулі» як сільськогосподарських робітників у Східній Ельбії, тобто великих східних провінціях Пруссії, що характеризуються великими сільськогосподарськими маєтками. Зазвичай східноєвропейці, наприклад поляки, забезпечували туди необхідну робочу силу, але німецька еміграція з цих територій, вища народжуваність поляків і зростаюча політична мобілізація польської меншини викликали занепокоєння щодо їх «проникнення», особливо через змішання з місцевими німцями. На основі досвіду Австралії та Північної Америки китайців вважали особливо стійкими до культурної асиміляції. Тому власники маєтків наполягали на їх імміграції або принаймні на розгляді таких пропозицій, наприклад, у Померанії в 1889 році. Громадська та адміністративна думка була «майже абсолютно негативною» через несприятливі думки в англомовному світі на той час (пор. Yellow Peril) і побоювання расового змішання. Тим не менш, міністерство закордонних справ Пруссії запитувало, наприклад, про китайських робітників у Нідерландській Ост-Індії. Після отримання вичерпного звіту з Пекіна в 1895 році Офіс на підставі витрат на транспорт і зарплату дійшов висновку, що такі плани не обіцяють успіху. Нова хвиля пропозицій виникла в 1906/07 роках, але так само зазнала невдачі після заяви німецької колоніальної влади з Киаучу, Китай.
Крім моряків, студенти становили іншу основну групу китайців, які проживали в Німеччині на рубежі століть. У 1904 році, під час візиту Сунь Ятсена до Німеччини та інших країн Західної Європи, понад 20 приєдналися до антицінської Китайської об'єднаної ліги, яку він організував у Берліні Були також групи мандрівних артистів із Шаньдуна, з меншою часткою з Чжецзяна, які прибули до Німеччини сухопутним шляхом, подорожуючи через Росію та Польщу, щоб дістатися до Берліна.
Китайські робітники також були зайняті в німецьких заморських колоніях, подібно до практики Британії та Франції. До 1894 року близько 1000 «кулі» було набрано для Німецької Східної Африки, але тілесні покарання та тропічний клімат були настільки суворими, що британські колоніальні власті в Сінгапурі та Гонконгу не дозволили подальшу еміграцію. Іншим центром міграції були тихоокеанські колонії, де китайські робітники вважалися незамінними для прибуткових плантацій. Напруженість із китайським урядом щодо жорстокого поводження з робітниками ніколи повністю не припинялася. 

### Веймарська республіка і нацистська Німеччина
До середини 1920-х років китайці становили четверту за чисельністю групу іноземних студентів у Німеччині. Багато хто зайнявся радикальною політикою, особливо в Берліні; вони приєдналися до Комуністичної партії Німеччини та відповідали за створення її китайськомовної секції, Zirkel für chinesische Sprache. Китайські комуністи, такі як Чжу Де і Ляо Ченчжі, залишалися активними в кінці 1920-х і на початку 1930-х років; Ляо вдалося організувати страйк серед китайських моряків у Гамбурзі, щоб перешкодити відправці озброєнь до Китаю.
Нацисти, які прийшли до влади в 1933 році, не класифікували китайців як расово нижчих за японців, але через те, що велика частина китайської громади мала зв’язки з лівими рухами, вони потрапили під посилений офіційний нагляд, і багато хто покинув країну, або прямував до Іспанії, щоб воювати в громадянській війні, яка там вирувала, або повертався до Китаю.
Після того, як китайський уряд оголосив війну нацистській Німеччині після нападу на Перл-Харбор у 1941 році, гестапо розпочало масові арешти китайських німців і громадян Китаю по всій Німеччині. У 1942 році 323 особи, які все ще жили в Берліні, були заарештовані та відправлені. до робочого табору Лангер Морген.

### Поділ і возз'єднання Німеччини
Після війни китайський уряд послав чиновників для організації репатріації кількох сотень китайців, які залишилися в Німеччині. Зі 148 із Гамбурга лише один, той, хто пережив Лангер Морген, відмовився від репатріації; він відкрив ресторан «Мир», перший післявоєнний китайський ресторан у Гамбурзі. Однак незабаром тих, хто виїхав, замінили нові іммігранти. У 1947 році в західному секторі Берліна було 180 китайців і ще 67 у східному секторі; через рік ці цифри зросли до 275 і 72 відповідно.
Міграція етнічних китайців до Західної Німеччини в 1960-х і 1970-х роках відбувалася переважно з громад британських китайців і китайців у Нідерландах Інші ремігранти прибули з Італії, Португалії та Іспанії. Влада Німеччини зазвичай воліла не видавати дозвіл на проживання громадянам КНР. Незважаючи на це, кількість громадян КНР і РК у Німеччині продовжувала збільшуватися, до 1967 р. їх було 477 з першої та 1916 з другої. Окрім окремих мігрантів, як КНР, так і РК надавали до Німеччини працівників зі спеціальними навичками за двосторонніми угодами. РК направила загалом 300 медсестер у 1960-1970-х роках. У випадку з КНР підписана в 1986 році угода про надання Китаєм 90 000 промислових стажистів Східній Німеччині була майже реалізована до моменту падіння Берлінської стіни; з 90 000, яких китайці погодилися відправити, ледве 1000 поїхали, і всі, крім 40, повернулися додому до грудня 1990 року. Були також десятки тисяч етнічних китайців, які не входять до жодної з вищезазначених категорій, переважно в’єтнамці китайського походження та жителі Гонконгу з британськими національними (закордонними) паспортами.

## Соціально-економічний

### Працевлаштування
Послуги харчування залишаються домінуючим засобом заробітку в китайській спільноті. Наприклад, у Тілбурзі в ресторанній індустрії працює приблизно 60% китайського населення. Навіть студенти в Німеччині, якi отримали ступінь доктора наук, зрештою відкривали ресторани чи кейтерингові послуги, а не брали участь y будь-якій роботі, пов’язаній із навчанням.
У Берліні багато китайських ресторанів можна знайти на Walther Schreiber Platz, а також уздовж Альбрехтштрассе та Грюневальдштрассе. Бізнес туристичних агентств є ще одним, у якому внутрішньоетнічні мережі виявилися цінними; Китайські туристичні агентства в Німеччині продають переважно іншим китайцям, які здійснюють зворотні поїздки до своєї країни походження. За оцінками, кількість китайських туристичних агентств у Німеччині коливається від тридцяти п’яти до кількох сотень.

### Освіта
Студенти також продовжують становити значну частину китайського населення Німеччини. У коментарях до канцлера Німеччини Гельмута Коля в 1987 році Ден Сяопін наголосив на своєму бажанні диверсифікувати напрямки китайських студентів, які їдуть за кордон, маючи на меті направити більшу частину до Європи та меншу до Сполучених Штатів. До 2000 року китайці становили найбільшу групу іноземних студентів в університетах Німеччини: 10 000 у 2002 році та 27 000 у 2007 році. Штутгарт також може похвалитися однією такою школою; однак китайські аспіранти, які мають намір повернутися до Китаю після закінчення навчання, зазвичай вибирають навчання своїх дітей вдома відповідно до національної навчальної програми Китаю, щоб допомогти їм повторно інтегруватися в державну шкільну систему.
Китайські учні другого покоління частіше відвідували гімназію (підготовчу школу до коледжу), ніж етнічні німці.

## Населення
За останні роки німецька китайська спільнота стрімко зросла. У 2016 році в Німеччині проживала 201 000 громадян Китайської Народної Республіки, що на 35% більше, ніж у 2013 році.Тільки між 2004 і 2007 роками 4213 громадян КНР натуралізувалися як громадяни Німеччини. Крім того, китайська громада в Німеччині також складається з десятків тисяч  етнічних китайців із таких країн, як Сінгапур, Малайзія та Індонезія.
Прикладом зростання китайської громади може бути місто Дуйсбург. У 2010 році в Дуйсбурзі було 568 громадян КНР, тоді як у 2018 році їх було близько 1136. Це число не включає натуралізованих німецьких китайців.
| Кількість китайців у великих містах |             |        |
| #                                   | місто       | Люди   |
| 1.                                  | Берлін      | 13,293 |
| 2.                                  | Мюнхен      | 9 240  |
| 3.                                  | Гамбург     | 6,235  |
| 4.                                  | Франкфурт   | 4632   |
| 5.                                  | Дюссельдорф | 4,175  |
| 6.                                  | Штутгарт    | 3,134  |
| 7.                                  | Ессен       | 3,047  |
| 8.                                  | Ахен        | 2,791  |
| 9.                                  | Карлсруе    | 2,542  |
| 10.                                 | Кельн       | 2,198  |

## Нелегальна імміграція
Після 1989 року кількість нелегальних іммігрантів з материкового Китаю, які прибули до Німеччини через Східну Європу, почала збільшуватися, лише зменшившись у середині 1990-х років; в середньому наприкінці 1990-х влада ловила 370 щороку, хоча вони вважають, що фактичні масштаби нелегальної міграції набагато більші.  Мігранти можуть приїхати як туристи, а потім затриматися (або подавши заявку на туристичну візу за своїм справжнім паспортом КНР, або отримавши підроблений паспорт країни з великою кількістю азіатського населення, громадянам якої надано безвізовий режим подорожі до Німеччини), або вони можуть переправляти через чесько-німецький кордон.

## Громадські відносини та поділ
Німці взагалі сприймають китайців як монолітну групу, власників гастрономів, закусочних і китайських ресторанів, а іноді і як злочинців і членів тріади. Насправді суспільство роздратоване внутрішніми розбіжностями, здебільшого через політичну прихильність; про-Тайвань (Китайська Республіка) проти про-материкової частини (Китайська Народна Республіка), прихильники проти противників китайського демократичного руху тощо Китайські підприємства громадського харчування та ресторани зазнали величезного падіння бізнесу, а також особистих наклепів з боку їхніх німецьких сусідів.Протести, які різні китайські асоціації організували у відповідь, обережно обходили питання німецького расизму щодо китайців, натомість зосереджуючись головним чином на самій газеті та тому факті, що вона публікувала неправдиві заяви, які шкодили бізнесу та засобам існування людей, намагаючись уникнути відчуження основна спільнота. Зрештою вони досягли того, що один вчений назвав «мізерною перемогою»: спростування Bild-Zeitung. Проте успіх протестів заклав певну основу для подальшої професійної співпраці між китайськими рестораторами.
Німеччина також може похвалитися невеликою кількістю уйгурів, тюркомовної етнічної меншини Китаю, яка проживає в регіоні Сіньцзян на північному заході Китаю ; вони утворюють одну з небагатьох явних спільнот китайських національних меншин у Європі. Хоча вони є громадянами Китаю або раніше мали китайське громадянство, їхня етнічна та політична ідентичність визначається в основному опозицією до Китаю, і здебільшого вони не вважають себе частиною китайської спільноти. Перші уйгурські мігранти прибули до Німеччини через Туреччину, де вони оселилися після вигнання з надією одного дня досягти незалежності від Китаю ; вони емігрували до Мюнхена як невелика частина, чисельністю приблизно п’ятдесят осіб, з мільйонів гастарбайтерів, які прибули з Туреччини до Німеччини, починаючи з 1960-х років. 
У 2005 році дані Федерального статистичного управління Німеччини показали, що в Німеччині проживало 71 639 громадян Китайської Народної Республіки, що робить їх другою за чисельністю групою іммігрантів зі Східної Азії в країні. У 2005 році лише 3142 китайця, або 4,3%, народилися в Німеччині, що значно нижчу середнього показника в 20% для всіх негромадян.

## Дивись також
- Китайсько-німецькі відносини
- Відносини Німеччини та Тайваню
- Sino-German cooperation until 1941[en]
- Persecution of Chinese people in Nazi Germany[en]

## Подальше читання
- Giese, Karsten (2003), New Chinese Migration to Germany: Historical Consistencies and New Patterns of Diversification within a Globalized Migration Regime, International Migration, 41 (3): 155—185, doi:10.1111/1468-2435.00245
- Leung, Maggi Wai-han (2004), Chinese Migration in Germany: Making Home in Transnational Space, Verlag für Interkulturelle Kommunikation, ISBN 978-3-88939-712-6